# Klakknabben
Der Klakknabben (norwegisch für Klumpenhügel) ist ein niedriger und isolierter Berg im ostantarktischen Königin-Maud-Land. Er ragt 3 km nordöstlich des Gavlpiggen unmittelbar nördlich der Kirwanveggen auf.
Norwegische Kartografen, die ihn deskriptiv benannten, kartierten ihn anhand von Vermessungen und Luftaufnahmen der Norwegisch-Britisch-Schwedischen Antarktisexpedition (1949–1952) und zwischen 1958 und 1959 erstellten Luftaufnahmen der Dritten Norwegischen Antarktisexpedition (1956–1960).